# Vernon Ahmadjian
Vernon Ahmadjian (Whitinsville, 19 de mayo de 1930 − Falmouth, 13 de marzo de 2012) fue un profesor estadounidense nacido en Armenia, emérito en la Universidad Clark, Worcester, Massachusetts. Fue especialista en simbiosis de líquenes y escribió varios libros y numerosas publicaciones sobre este tópico.

## Honores
En 1996, fue honrado por la "Asociación Internacional de Liquenología (IAL) con una "Medalla Acharius" por llevar adelante estudios en el campo de la liquenología. Es el máximo estudioso de los "clorolíquenes.

## Algunas publicaciones

### Libros
- Ahmadjian, Vernon. 1967. The Lichen Symbiosis. Blaisdell Publishing Co., Waltham, Mass. 152 pp.

- Ahmadjian, Vernon. 1993. The Lichen Symbiosis. John Willey & Sons, Inc. New York, 250 pp. ISBN 0-471-57885-1

- Ahmadjian, V.; M.E. Hale, eds. 1973. The Lichens. New York. Academic Press, 697 pp.

- Ahmadjian, V.; S. Paracer. 1986. Symbiosis: An introduction to Biological Associations. Hanover, N. H., Univ. Press of New England, 212 pp.

- Paracer, Surindar; Vernon Ahmadjian. 2000. Symbiosis, An Introduction to Biological Associations. 2ª Ed. Oxford Univ. Press, ISBN 0-19-511807-3

## Artículos
- Ahmadjian, V. 1966. Lichens in Symbiosis 1. S. M. Henry, ed. New York, Academic Press, 35-97

- Ahmadjian, V. 1967. A guide to the algae occurring as lichen symbionts: Isolation, culture, cultural physiology, & identification. Phycologia 6:127-160

- Ahmadjian, V. 1970a. The lichen symbiosis: Its origin and evolution. En: Evolutionary Biology 4. T. Dobzhansky, M. K. Hecht, & W. C. Steere, eds. Appleton-Century Crofts, N.Y.., 163-184

- Ahmadjian, V. 1970b. Adaptations of Antarctic terrestrial plants. En: Antarctic Ecology 2. M. W. Holdgate, ed. Londres, Academic Press, 801-811

- Ahmadjian, V. 1973a. Resynthesis of lichens. En, The Lichens. V. Ahmadjian & M. E. Hale, eds. New York, Academic Press, 565-579

- Ahmadjian, V. 1973b. Methods of isolating and culturing lichen symbionts and thalli. En: The Lichens. V. Ahmadjian & M. E. Hale, eds. New York, Academic Press, 653-659

- Ahmadjian, V. 1977. Qualitative requirements and ultilization of nutrients: Lichens. En, CRC Handbook. Series in Nutrition & Food. 1. J. M. Rechcigl, ed. Cleveland, CRc Press, Sec. D. Nutritional Requirements, 203-215

- Ahmadjian, V. 1980. Separation and artificial synthesis of lichens. In, Cellular Interactions in Symbiosis and Parasitism. C. B. Cook, P. W. Pappas, E. D. Rudolph, eds. Columbus, Ohio State University Press, 3-29

- Ahmadjian, V. 1982a. Holobionts have more parts. Int. Lichenological Newsletter 15 (2): 19

- Ahmadjian, V. 1982b. The nature of lichens. Natural History 91: 30-37

- Ahmadjian, V. 1982c. Algal/fungal symbioses. En: Progress in Phycological Res. 1. F. E. Round & D. J. Chapman, eds., Ámsterdam, Elsevier Biomedical Press, 179-233

- Ahmadjian, V. 1987a. Coevolution in lichens. En: Endocytobiology 3. J. Lee and J. F. Fredrick, eds., New York Academy of Sciences, 307-315

- Ahmadjian, V. 1987b. Laboratory culture of lichens and lichen symbionts. Proceedings of symposium on tissue culture of lichen & bryophyte. Kioto, Nippon Paint Co. 1-13

- Ahmadjian, V. 1988. The lichen alga Trebouxia: Does it occur free-living? Plant Systematics & Evolution 158: 243-247

- Ahmadjian, V. 1989. Studies on the isolation and synthesis of bionts of the cyanolichen Peltigera canina (Peltigeraceae). Plant Systematics & Evolution 165: 29-38

- Ahmadjian, V. 1990a. What have synthetic lichens told us about real lichens? Contributions to Lichenology. In honour of A. Henssen. Bibliotheca Lichenologica 38. H. M. Jahns, ed. Berlin-Stuttgart, J. Cramer, 3-12

- Ahmadjian, V. 1990b. Trebouxia jamesii & the question of multinucleate cells in the lichen photobiont Trebouxia. Lichenologist 22: 321-324

- Ahmadjian, V. 1991. Molecular biology of lichens: A look to the future. Symbiosis 11: 249-254

- Ahmadjian, V. 1992. Basic mechanisms of signal exchange, recognition, & regulation in lichens. En: Algae & Symbioses: Plants, Animals, Fungi, Viruses, Interactions Explored. W. Reisser, ed. Bristol, Biopress Ltd., 675-697

- Ahmadjian, V.; H. Heikkilä. 1970. The culture and synthesis of Endocarpon pusillum & Staurothele clopima. Lichenologist 4: 259-267

- Ahmadjian, V.; J.B. Jacobs. 1970. The ultrastructure of lichens. III. Endocarpon pusillum. Lichenologist 4: 268-270

- Ahmadjian, V.; J.B. Jacobs. 1981. Relationship between fungus and alga in the lichen Cladonia cristatella Tuck. Nature 289: 169-172

- Ahmadjian, V.; J.B. Jacobs. 1982. Artificial re-establishment of lichens. III. Synthetic development of Usnea strigosa. Journal Hattori Botanical Laboratory 52: 393-399

- Ahmadjian, V.; J.B. Jacobs. 1983. Algal-fungal relationships in lichens: Recognition, synthesis and development. En, Algal Symbiosis. L. J. Goff, ed., Cambridge, Cambridge University Press, 147-172

- Ahmadjian, V.; J.B. Jacobs. 1985. Artificial reestablishment of lichens. IV. Comparison between natural and synthetic thalli of Usnea strigosa. Lichenologist 17: 149-165

- Ahmadjian, V.; J.B. Jacobs. 1987. Studies on the development of synthetic lichens. En, Progress and Problems in Lichenology in the Eighties, Bibliotheca Lichenologia 25. E. Peveling, ed., Berlin-Stuttgart, J. Cramer, 47-48

- Ahmadjian, V.; J.J. Brink; A.I. Shehata. 1990. Molecular biology of lichens—Search for plasmid DNA and the question of gene movement between bionts. p. 2-21. Proc. International Symposium on Lichenology, Kioto, Japón, Nippon Paint Co.

- Ahmadjian, V.; V.M. Chadeganipour; A.M. Koriem; S. Paracer. 1987. DNA and protoplast isolations from lichens and lichen symbionts. Lichen Physiology & Biochemistry, 2-11

- Ahmadjian, V.; J.B. Jacobs; L.A. Russell, 1978. Scanning electron microscope study of early lichen synthesis. Science 200: 1062-1064

- Ahmadjian, V.; L.A. Russell; K.C. Hildreth. 1980. Artificial reestablishment of lichens. I. Morphological interactions between the phycobionts of different lichens and the mycobionts Cladonia cristatella & Lecanora chrysoleuca. Mycologia 72: 73-89

- Culberson, C.F.; V. Ahmadjian. 1980. Artificial reestablishment of lichens. II. Secondary products or resynthesized Cladonia cristatella & Lecanora chrysoleuca. Mycologica 72: 90-109

- Hildreth, K.C.; V. Ahmadjian. 1981. A study of Trebouxia & Pseudotrebouxia isolates from different lichens. Lichenologist 13: 65-86

- Hill, D.J.; V. Ahmadjian. 1972. Relationship between carbohydrate movement and the symbiosis in lichens with green algae. Planta 103: 267-277

- Jacobs, J.B.; V. Ahmadjian. 1969. The ultrastructure of lichens. I. A general survey. Journal of Phycology 5: 227-240

- Jacobs, J.B.; V. Ahmadjian. 1971a. The ultrastructure of lichens. II. Cladonia cristatella: The lichen & its isolated symbionts. J.Phycology 7: 71-82

- Jacobs, J.B.; V. Ahmadjian. 1971b. The ultrastructure of lichens. IV. Movement of carbon products from alga to fungus as demonstrated by high resolution radioautography. New Phytologist 70: 47-50

- Jacobs, J.B.; V. Ahmadjian. 1973. The ultrastructure of lichens. V. Hydrothyria venosa, a fresh water lichen. New Phytologist 72: 155-160

- Kieft, T.L.; V. Ahmadjian. 1989. Biological ice nucleation activity in lichen mycobionts and photobionts. Lichenologist 21: 355-362

- Kinraide, W.T.B.; V. Ahmadjian. 1970. The effects of usnic acid on the physiology of cultured species of lichen alga Trebouxia Puym. Lichenologist 4: 234-247

- Koriem, A.M.; V. Ahmadjian. 1986. An ultrastructural study of lichenized and cultured Nostoc photobionts of Peltigera canina, Peltigera rufescens, Peltigera spuria. Endocytobiosis & Cell Research 3: 65-78

- Leuckert, C.; V. Ahmadjian; C.F. Culberson; A. Johnson. 1990. Xanthones and depsidones of the lichen Lecanora dispersa in nature and of its mycobiont in culture. Mycologia 82: 370-378

- Remmer, S.B.; V. Ahmadjian; T.P. Livdahl. 1986. Effects of IAA (indole-3-acetic acid) and kinetin (6-furfurylamino-purine) on the synthetic lichen Cladonia cristatella & its isolated symbionts. Lichen Physiology & Biochemistry 1: 1-25

- Rosentreter, R.; V. Ahmadjian. 1977. Effect of ozone on the lichen Cladonia arbuscula & the Trebouxia phycobiont of Cladina stellaris. Bryologist 80: 600-605

- Schofield, E.; V. Ahmadjian. 1972. Field observations and laboratory studies of some Antarctic cold desert cryptograms. En, Antarctic Terrestrial Biology 20. G. A. Llano, ed., American Geophysical Union, Washington, D. C., 97-142

- Slocum, R.D.; V. Ahmadjian; K.C. Hildreth. 1980. Zoosporogenesis in Trebouxia gelatinosa: Potential for zoospore release and implications for the lichen association. Lichenologist 12: 173-187

- Wang-Yang, J.R.; V. Ahmadjian. 1972. A morphological study of the algal symbionts of Cladonia rangiferina (L.) Web. & Parmelia caperata (L.) Ach. Taiwania 17: 170-181

- Withrow, K.; V. Ahmadjian. 1983. The ultrastructure of lichens. VII. Chiodectron sanguineum. Mycologia 75: 337-339
- La abreviatura «Ahmadjian» se emplea para indicar a Vernon Ahmadjian como autoridad en la descripción y clasificación científica de los vegetales.[2]